# 韦罗讷
韦罗讷（法語：Véronnes，法語發音：[veʁɔn]）是法国科多尔省的一个市镇，位于该省东北部，属于第戎区。

## 地理
韦罗讷（47°32'3"N, 5°13'50"E）面积19.2 平方千米，位于法国勃艮第-弗朗什-孔泰大區科多尔省，该省份为法国中东部省份，北起奥布省，西接涅夫勒省和约讷省，南至索恩-卢瓦尔省，东南接汝拉省，东临上索恩省，东北部与上马恩省接壤。
与韦罗讷接壤的市镇（或旧市镇、城区）包括：瑟隆热、吕克斯、布尔伯兰、沙泽伊、奥维尔、蒂勒沙泰勒。
韦罗讷的时区为UTC+01:00、UTC+02:00（夏令时）。

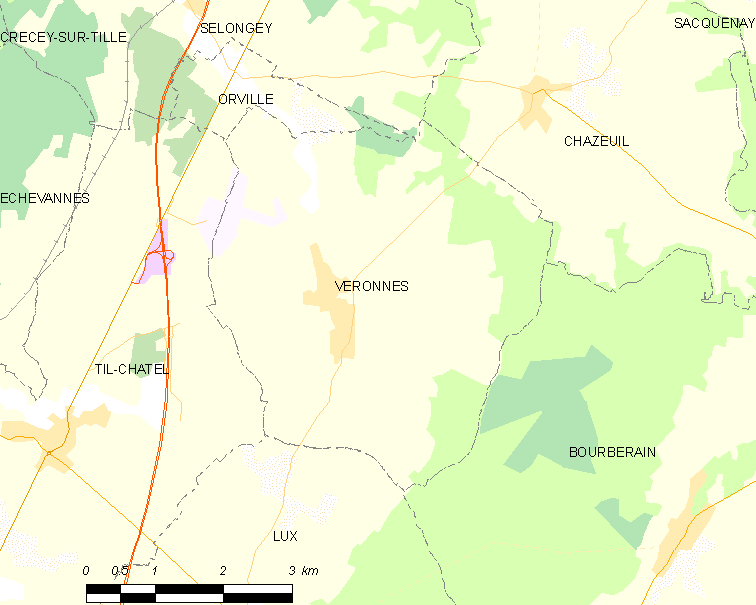
韦罗讷的OSM定位图

## 行政
韦罗讷的邮政编码为21260，INSEE市镇编码为21667。

## 政治
韦罗讷所属的省级选区为蒂耶河畔伊斯县。

## 交通
科多尔省省道D28线、D28C线和D120线在境内交汇。

## 人口

1962-2008年间韦罗讷人口变化图示

韦罗讷于2022年1月1日时的人口数量为402人。